# Людина на своєму місці
«Людина на своєму місці» (рос. «Человек на своём месте») — радянський фільм режисера  Олексія Сахарова. Знятий за сценарієм Валентина Черних на кіностудії «Мосфільм» в 1972 році.

## Сюжет
Семен Бобров після закінчення інституту був розподілений в Ленінград. Відпрацював три роки на одному з заводів і повернувся в своє рідне село. Працював головним інженером колгоспу і показав себе з найкращої сторони. Але для всіх стало несподіванкою його самовисування на пост голови.
Ставши керівником, він змінив звичний плин спокійного життя. Першим завданням було зміцнення дисципліни, що особливо важко серед людей, які знають тебе з самого дитинства. Потім послідувало скасування формальних заходів, всі були націлені на ефективну, самостійну роботу.
Головною мрією Семена Івановича була споруда великого, сучасного тваринницького комплексу, але його не можна було будувати без наявності пристойної дороги. Грошей, що виділяються районом, вистачало тільки на один з проектів: або дорога, або комплекс.
Обравши вірний метод ведення переговорів і ґрунтовно до них підготувавшись, Бобров зумів домовитися з директором сусіднього хімкомбінату Кочаряном про будівництво семикілометрової ділянки шосе. А (оскільки всі проекторські бюро були завантажені роботою) до проектування тваринницького комплексу, житла і об'єктів інфраструктури Бобров привернув, зацікавивши, старшокурсників архітектурного інституту.
Не всі були прихильниками нової лінії, деякі члени правління колгоспу стали висловлюватися проти сміливих рішень свого керівника. Свою подальшу долю молодий голова передав в руки загальних зборів, на якому він просив висловити йому довіру. Бурхливі дебати закінчилися повною перемогою прихильників змін.

## У ролях
- Володимир Меньшов —  Семен Іванович Бобров, голова колгоспу
- Анастасія Вертинська —  Клара Семенівна Вересова, студент-архітектор
- Армен Джигарханян —  Арташес Леонович Кочарян, директор хімкомбінату
- Лев Дуров —  Іван Максимович Горбачов, парторг колгоспу
- Віктор Авдюшко —  Василь Іванович Сєров, секретар райкому
- Ніна Меньшикова —  Анна Петрівна Звягіна, передова доярка
- Георгій Бурков —  Гавриїл Петрович Бобров, родич Семена
- Костянтин Забєлін —  Гнат Федорович Селезньов
- Віктор Шульгін —  Микола Іванович Стукалін, начальник мехмайстерні
- Олег Єфремов —  Микола Семенович Березкін  (озвучує  Михайло Кокшенов)
- Наталія Назарова —  Тетяна, секретар голови колгоспу
- Віктор Філіппов —  головний зоотехнік
- Дмитро Орловський —  Микола Пантелеймонович
- Федір Одиноков —  дядя Гриша
- Зоя Василькова —  Олександра Василькова, завідувачка ферми
- Борис Кудрявцев —  Іван Петрович Бобров, батько Семена
- Євген Перов —  Бєлохвостов, голова сусіднього колгоспу
- Валерій Володін —  Валерій, молодий архітектор
- Михайло Любезнов —  Міша, молодий архітектор
- Світлана Коновалова —  Марія Петрівна, редактор радіовузла
- Єлизавета Нікіщихіна —  дружина зоотехніка
- Віра Бурлакова —  Миколаївна, мати Семена
- Сергій Гурзо —  Віктор Сомов
- Віктор Коміссаров —  помічник Кочаряна
- Олег Ізмайлов —  Геннадій Романович Бірюков, співробітник архітектурного інституту
- Наталія Зоріна —  Марина, подруга Клари
- Микола Досталь —  Юра, студент-архітектор
- Володимир Піцек —  столяр, чоловік Євдокії Пилипівни
- Зоя Ісаєва —  Зоя Олексіївна, оператор-зоотехнік сусіднього колгоспу
- Олена Вольська —  Євдокія Пилипівна
- Юрій Прокопович —  голова виконкому
- Михайло Розанов —  Тимохін
- Павло Тимченко —  Волошин, голова сусіднього колгоспу
- Марина Лобишева-Ганчук —  автодорожній інженер

## Знімальна група
- Сценарист:  Валентин Черних
- Режисер:  Олексій Сахаров
- Оператор:  Михайло Суслов
- Композитор:  Юрій Левітін
- Художник:  Борис Бланк